# 交響曲
交響曲（こうきょうきょく、英: Symphony、独: Sinfonie / Symphonie）は、管弦楽によって演奏される多楽章構成の大規模な楽曲である。シンフォニー、シンフォニア（伊: Sinfonia）とも呼ばれる。「管弦楽のためのソナタ」でもある。
クラシック音楽のなかで最大の器楽形式であり、堅固な構成力と大曲としての風格が要求される。ベートーヴェン以降の19世紀には、交響曲はオペラと並んで作曲家の芸術性と技量が最高度に発揮されるジャンルとなった。
原則として4つ程度の楽章によって構成され、そのうちの少なくとも1つの楽章がソナタ形式であることが定義であるが、特に近現代においては例外も多い。

## 歴史
17世紀イタリアでオペラの序曲がシンフォニアと呼ばれていたが、G.B.サンマルティーニがこの序曲のみを独立させ、演奏会用に演奏したのが起源とされる。また、バロック時代の合奏協奏曲（特にコンチェルト・シンフォニア、サンフォニー・コンセルタンテ）も交響曲の成立、発展に影響を与えたとも考えられる。特にスカルラッティによるイタリア式序曲は「急－緩－急」の3部からなり、この3部分が後に楽章として独立することとなる。これはヴィヴァルディやペルゴレージに受け継がれ発展し、ガルッピらによってソナタ形式の楽章を持つ楽曲形式として発展していった。さらに、マンハイム楽派のシュターミッツやカンナビヒによってさまざまな管弦楽手法が研究され、メヌエットの楽章が付け加えられるなどし、古典派音楽へとつながった。
古典派により交響曲の形式は一応の完成を見た。ハイドンやモーツァルトの交響曲形式は
- 第1楽章 - ソナタ形式
- 第2楽章 - 緩徐楽章（変奏曲または複合三部形式） 調は第1楽章の近親調
- 第3楽章 - メヌエット 主調（第1楽章と同じ調）
- 第4楽章 - ソナタ形式またはロンド形式 主調または同主調

が標準的なものであった。
ベートーヴェンは、第3楽章に使われていたメヌエットをスケルツォに変え、古典派の交響曲の形式を完成させた。交響曲第5番ハ短調（運命）ではピッコロ、コントラファゴット、トロンボーンの導入により音響の増大を図ると共に、第3楽章と第4楽章を続けて演奏することを指示した。交響曲第6番ヘ長調「田園」においては楽章の数を5つにし、第3から第5楽章までを繋げて演奏、各楽章には場面や内容を表す「標題」が付けられた。これについてベートーヴェンは、単なる風景を描写したものではなく人間の内面を表現したものだと言っており、次第にロマン派的傾向を強めていったことがわかる。交響曲第9番では終楽章で独唱と合唱、そして複数の打楽器を新たに取り入れ、さらに緩徐楽章とスケルツォの順番を逆にするなどの斬新な手法で、古典派における交響曲の頂点に達した。
ロマン派の時代には、交響曲が人間の内面を表現する手段となる。ドイツ系の作曲家であるシューベルト、シューマン、メンデルスゾーンの交響曲は、ベートーヴェンの影響が大きく形式上の大きな発展は見られなかった。一方ベルリオーズは「幻想交響曲」において巨大なオーケストラを想定したり、固定楽想（イデー・フィクス）を導入するなど、ロマン派における交響曲の大規模化の発端をつくった。これに対しブラームスは、厳格なソナタ形式と弦楽器を中心にしたオーケストラの響きを重視した「新古典主義」的態度を取ったが、彼が作曲した交響曲では4曲とも三拍子のスケルツォが置かれておらず、第4番の最終楽章ではベートーヴェンよりも古いバロックのパッサカリア（シャコンヌ）を用いるなどしている。またロマン派時代においては、緩徐楽章が近親調だけでなく、より遠い関係調となったり、ベートーヴェンの第7番で試みられたようにスケルツォ楽章が近親調や、より遠い関係調となる例も多くなった。これは交響曲のみならず、独奏ソナタや室内楽曲についても同様である。さらにセザール・フランクは循環形式による堅固な構成の交響曲を一曲残している。
ベルリオーズの交響曲『イタリアのハロルド』のように実質的には半ば協奏曲という作品もある。ラロの『スペイン交響曲』などは「交響曲」と名付けられているものの、実際にはヴァイオリン協奏曲であり、交響曲とは見なされていない。
ブルックナーにおいては、ソナタ形式が拡大され、従来の2つの主題に加えて第3主題をもつようになった〔ブルックナー形式〕。管弦楽手法としては、尊敬するワーグナーの影響から金管楽器が華麗に響くような巨大なオーケストラを使用すると共に、オルガンの奏法を応用した大胆なユニゾンや和声的展開を用いた。ウィーンの大学で彼の講義を受けていたマーラーにおいては単なる主題から『主題群』に発展し、管弦楽の規模の拡大（4管編成から5管編成まで）、自作の歌曲集からの引用、独唱や合唱等の声楽を含めたことが特徴的である。また、最終楽章も主調ではないことがあり、最終的には主調にたどり着いて終わるもの（第1番、第6番、第10番）もあるが、平行調で終わるもの（第2番、大地の歌）、半音上の調で終わるもの（第5番）、半音下の調で終わるもの（第9番）などもあり、調の扱いについても極限にまで拡大、または解体されている。交響曲第8番は、初演で独唱者7人と少年合唱、さらに2つの混声合唱団を伴った1千人余りによって演奏されたことから、『千人の交響曲』の異名を持つ巨大な作品である。リヒャルト・シュトラウスは初期に2曲の絶対音楽としての交響曲を書いているが、あまり注目されず、その後書かれた『家庭交響曲』や『アルプス交響曲』は初期の交響詩群を拡大させた標題音楽という意味で極めて高く評価されている。
国民楽派、民族楽派に分類される作曲家は後期ロマン派と時代が重なるが（広い意味でのロマン派でもある）、交響曲は彼らにとっても重要な表現手段であり、ドヴォルザーク、チャイコフスキー、ボロディン、リムスキー＝コルサコフ、グラズノフ、スクリャービン、シベリウス、ニールセン、エルガー、ヴォーン・ウィリアムス、バックス、ハチャトゥリアン、シマノフスキ、トゥビンらがそれぞれ3曲から9曲の交響曲（未完のものを含む、ただしトゥビンは11曲。）を残している。あまり注目されないが、ミャスコフスキーは27曲の交響曲を残しており、ブライアンはその交響曲第1番「ゴシック」で8管編成による当時史上最大の交響曲を残している。
現代においても交響曲というジャンルは残っているが、内容的に大きな変貌を遂げたものも含まれている。新ウィーン楽派においてはシェーンベルクの室内交響曲のような形式の変容や、ヴェーベルンの交響曲作品21のように完全に音列技法に組み入れられたのもある。ソナタ形式の伝統に連なる交響曲作家としては、プロコフィエフとショスタコーヴィチが、今のところ最後の双璧である。以降も（古典的な意味での）交響曲を主たる表現手段とする作曲家はいるが、現代音楽の中心的な存在とはなっていない。
アイヴズの6つの交響曲（最後のユニヴァース交響曲は未完）、コープランドの4つの交響曲、メシアンの『トゥランガリーラ交響曲』、グレツキの交響曲第3番『悲しみの歌の交響曲』などの曲は有名であるが、形式や内容はロマン派の交響曲からは大きな隔たりがある。韓国の最初の大作曲家であるユン・イサンの交響曲は5曲あるが、本人は最後の題名付けに大変悩み、苦し紛れに半ばでっち上げで「交響曲」としたもので、内容を意識した物ではないとの見解を1990年当時示していた。
それでも現在も交響曲が作曲され、フィンランドの作曲家・指揮者のレイフ・セーゲルスタムは史上最多の200曲の交響曲を量産している。
日本における交響曲の受容は、山田耕筰が交響曲「かちどきと平和」を作曲したのが初めで、その後、諸井三郎、橋本國彦が続き、金井喜久子による日本の女流作曲家として初めての交響曲（第1番。第1楽章〜第3楽章は1940年初演、第4楽章は未完）の作曲を経て、伊福部昭、矢代秋雄、別宮貞雄、松村禎三、團伊玖磨、黛敏郎、柴田南雄、林光、吉松隆、池辺晋一郎などが交響曲を作曲している。2013年には佐村河内守のアイデアを基に実際には新垣隆によって作曲された交響曲第1番『HIROSHIMA』がCD売上においてオリコン週間総合チャートで2位となり、交響曲としては異例のヒットを記録した。テクノロジーが進歩した21世紀に於いては、コンピュータで交響曲を作曲・演奏し、双方向メディアで発表する者もいる。

## 交響曲の番号
ベートーヴェン以前は交響曲に限らず、絶対音楽をジャンル別に区分し、作曲あるいは出版順に通し番号を付与するという発想や習慣がなかった。ベートーヴェン以降の作曲家が複数の交響曲を作曲した場合、作曲者や出版社によって「交響曲第○番」というように通し番号が付けられはじめた。ただし作曲者が習作にはあえて通し番号を与えなかったり、あるいは作曲順に出版することをせず、作曲順と異なった通し番号が与えられた場合、後世の研究者が付与する場合がある。
具体的には、かつてはドヴォルザークの「新世界より」は出版順に第5番とされていたが、のちの研究により作曲順に通し番号が与えられ、第9番に変更されている。シューベルトの場合、元来は「未完成」やホ長調のオーケストレイション未完成稿（D 729）が知られるようになる以前に再発見された「ザ・グレイト」が第7番とされてはいたが、その後の検証により、D 729に第7番、「未完成」に第8番が付与され、「ザ・グレイト」に第9番が付与された。この通し番号は一旦は慣れ親しまれたものの、さらにその後、D 729が通し番号から外されることとなったため、7番「未完成」、8番「ザ・グレイト」と繰り下がるようになった。ただし、ながらく慣れ親しまれた都合上、7（8）番「未完成」、8（9）番「ザ・グレイト」と併記されることも多い。
またブルックナーのように第1番が作曲される前に作曲された交響曲には番号が与えられず（習作の慣例）、第1番のあとに作曲された交響曲に作曲者自身が第0番という番号を与えた場合、現状では番号の入れ替え、第1番からの順送り通し番号といった変更はなされていない。また、メンデルスゾーンの交響曲ように作曲順に変更されず、定着した出版順の通し番号が用いられている場合もある。
マーラーは第9番目の交響曲のナンバリングに忌み嫌いを持ち、9番目の交響曲を単に交響曲『大地の歌』としたものの、その次に作曲した交響曲を第10番とはせず、第9番としたケースがある。
ベルリオーズは『幻想交響曲』（op.14a）、『イタリアのハロルド』（op.16）、『劇的交響曲ロメオとジュリエット』（op.17）、『葬送と勝利の大交響曲』（op.15）と4曲の標題音楽的交響曲を発表し、また、この系列としてリストの『ファウスト交響曲』と『ダンテ交響曲』や、チャイコフスキーの『マンフレッド交響曲』、リヒャルト・シュトラウスの『家庭交響曲』（op.53）と『アルプス交響曲』（op.64）、シベリウスの『クレルヴォ交響曲』などは標題交響曲とも呼ばれる交響詩と交響曲の中間的存在であり、作曲者も出版社も番号を与えないことが多い。
その他ではヴォーン・ウィリアムズは『海の交響曲』（第1番）、『ロンドン交響曲』（第2番）、『田園交響曲』（第3番）、『南極交響曲』（第7番）の4曲の表題交響曲にナンバリングをしたものの番号は括弧に入れて、ナンバリングで呼ばれることを望まなかったケースがある。
なお、ドイツやオーストリアでは、モーツァルトや番号に議論のあるシューベルトの交響曲を番号無しで調性、およびケッヘル番号やドイッチュ番号などの作品番号だけで呼ぶこともある。

## 交響曲の副題
ハイドンやモーツァルトにおいては、交響曲が音楽以外のものと結びついた副題を予め与えられることは、一部の特殊な製作事情をもつ作品を除き、ほぼなかった。これは交響曲が絶対音楽として成立していたことを示す。
ハイドンにおいては、第45番『告別』や第94番『驚愕』・第101番『時計』・第104番『ロンドン』などの名前を持つものがあるが、これは曲の特徴や初演された場所を愛称として付したものであり、副題の内容を音楽として表現したものでないため、絶対音楽と言える。モーツァルトの第31番『パリ』・第35番『ハフナー』・第41番『ジュピター』なども同様である（第35番はハフナー家のために作曲された）。ただし、ハイドンの第6番『朝』、第7番『昼』、第8番『晩』は、当時仕えていたエステルハージ侯爵から題を与えられて作曲したものであるとされ、標題音楽的側面も持つといえよう。また、第8番『晩』の第4楽章にはハイドンによって『嵐』という副題がつけられている。
ベートーヴェンは、第3番『英雄』・第6番『田園』において自ら副題を与えるというやり方を開始した。第3番は、最初『ボナパルト』と題されて作曲されたことからも、ナポレオン・ボナパルトを念頭においた標題音楽であると言うこともできる。なお、第5番『運命』、第9番『合唱（合唱付き）』は後世の人が与えた愛称であり、標題ではない。ただし、第9番はシラーの詩による「歓喜の歌」を含み、その言語により意図していることは明確であり、絶対音楽ではない。
以降のロマン派の交響曲は、絶対音楽と標題音楽の狭間を揺れ動きつつ、発展を遂げることになった。
ベルリオーズは『幻想交響曲』において、1人の女性の幻影につきまわれるという筋立てのもと、女性の幻影を旋律にし、固定観念（イデー・フィクス）として用いた。5つの楽章は「夢と情熱」、「舞踏会」、「野の風景」、「断頭台への行進」、「悪魔の祝日と夜の夢」という副題を持つ。この曲は、後の交響詩の発展の先駆けともなった。
シューマン、メンデルスゾーンの交響曲も副題を持つものがあるが、形式的には絶対音楽の範疇にとどまっている。
ブルックナーはかたくななまでに絶対音楽の形式を守った。マーラーは1番と3番で作曲途中に標題を付けたが、最終的には標題を削除している。2番「復活」、7番「夜の歌」、8番「千人の交響曲」は他人によってつけられた通称であり、6番「悲劇的」もマーラー自身によって付けられたものかは定かではない。マーラー本人が明確に題を残したものは歌曲集と交響曲との中間的な存在である「大地の歌」のみである。ただし、マーラーの交響曲には声楽を含むものも多く、意味のある歌詞を含むようになった以上、それらは絶対音楽ではあり得ない。また、最終的に標題を削除した交響曲についても、作曲の過程で標題を意識したものがほとんどであり、いずれの交響曲も大なり小なり標題性を持つ。
リストの『ファウスト交響曲』と『ダンテ交響曲』、シベリウスの『クッレルヴォ交響曲』、マーラーの交響曲『大地の歌』、チャイコフスキーの『マンフレッド交響曲』など、番号付き作品の系列外に標題を持つ作品もある。
エドゥアール・ラロの『スペイン交響曲』（ヴァイオリン協奏曲第2番）、ヴァンサン・ダンディの『フランスの山人の歌による交響曲』、伊福部昭の『ピアノと管絃楽のための協奏風交響曲』など、実質は独奏楽器と管弦楽のための協奏曲であるが規模の大きな作品を、あえて交響曲と呼ぶ例もある。

## 主な作曲家と作品

### 古典派まで
（生年順に並べてある）
- 1658年 トレッリ（イタリア） - 4声のシンフォニアで交響曲の原型を示す
- 1678年 ヴィヴァルディ（イタリア） - 23曲のシンフォニア
- 1701年 サンマルティーニ（イタリア） - 70曲以上の交響曲。交響曲の始祖といわれる。
- 1710年 ボイス（イギリス） - 8曲のシンフォニア
- 1714年 C.P.E.バッハ（ドイツ） - 20曲のシンフォニア
- 1715年 ヴァーゲンザイル（オーストリア） - ?
- 1717年 モン（オーストリア） - 16曲の交響曲。初めて第3楽章にメヌエットを導入。
- 1717年 J.シュターミツ（チェコ） - 50曲以上の交響曲。第3楽章に常にメヌエットを配置。
- 1718年 ブリック - ?
- 1725年 アーベル（ドイツ） - ?
- 1732年 ヨーゼフ・ハイドン（オーストリア） - 104曲の番号付き交響曲(6「朝」、7「昼」、8「夜」、9、13、21、22「哲学者」、23、24、25、26「ラメンタチオーネ」、30「アレルヤ」、31「ホルン信号」、38、39、43「マーキュリー」、44「悲しみ」、45「告別」、46、48「マリア・テレジア」、49「受難」、50、53「帝国」、55「校長先生」、59「火事」、60「うかつ者」、63「ラ・ロクサーヌ」、64「時の移ろい」、」、67、69「ラウドン」、70、72、73「狩」、76、82「熊」、83「めんどり」、85「王妃」、88、89、90、91、92「オックスフォード」、93、94「驚愕」、95、96、97、98、99、100「軍隊」、101「時計」、102、103「太鼓連打」、104「ロンドン」)+交響曲A、B
- 1734年 ゴセック（フランス） - ?
- 1735年 J.C.バッハ（ドイツ） - ?
- 1737年 ミヒャエル・ハイドン（オーストリア） - 40曲以上の交響曲
- 1739年 ヴァンハル（チェコ） - ?
- 1739年 ディッタースドルフ（オーストリア） - 100曲以上の交響曲
- 1741年 ルケージ（イタリア） -
- 1743年 ボッケリーニ（イタリア） - 27曲(?)の交響曲
- 1750年 ロセッティ（チェコ） -
- 1752年 クレメンティ（イタリア） -
- 1756年 モーツァルト（オーストリア） - 38曲の番号付き（2、3番と37番のほとんどは他人の作）交響曲（1、2、4、5、6、7、8、9、10、16、20、25、26、27、28、29、30、31、32、33、34、35「ハフナー」、36「リンツ」、37、38「プラハ」、39、40、41「ジュピター」）+14曲(?)の番号無し
- 1757年 プライエル（オーストリア） - 41曲の交響曲。
- 1763年 メユール（フランス） - 4曲以上の交響曲。
- 1770年 ベートーヴェン（ドイツ） - 9曲の交響曲（1、2、3「英雄」、4、5「運命」、6「田園」、7、8、9「合唱付き」）+ウェリントンの勝利+スケッチのみの10

### ロマン派 - 近代
- 1784年 オンスロウ（フランス） - 4曲
- 1784年 シュポーア（ドイツ） - 9曲（1、2、3、4「音の浄化」、5、6「歴史的」、7「人生の世俗と神聖」、8、9「四季」）+未完1曲
- 1786年 ウェーバー（ドイツ） - 2曲（1, 2）
- 1792年 ロッシーニ（イタリア） - 1曲
- 1796年 ベルワルド（スウェーデン） - 番号付き4曲（1、2、3、4）+1曲の習作
- 1797年 シューベルト（オーストリア） - 7曲（1、2、3、4「悲劇的」、5、6、8「ザ・グレート」）+未完6曲（7「未完成」）
- 1803年 ベルリオーズ（フランス） - 4曲（幻想交響曲、イタリアのハロルド、ロメオとジュリエット、葬送と勝利の大交響曲）
- 1803年 ラハナー（ドイツ）- 8曲
- 1806年 アリアーガ (スペイン) - 1曲[3]
- 1809年 メンデルスゾーン（ドイツ） - 5曲（1、2「讃歌」、3「スコットランド」、4「イタリア」、5「宗教改革」）+13曲の弦楽交響曲
- 1810年 シューマン（ドイツ） - 番号付き4曲（1「春」、2、3「ライン」、4）+番号無し1曲+未完1曲（ツヴィッカウ交響曲）
- 1811年 リスト（ハンガリー） - 2曲（ファウスト交響曲、ダンテ交響曲）
- 1813年 ワーグナー（ドイツ） - 交響曲ハ長調+未完のホ長調＋未完の1曲
- 1815年 フォルクマン（ドイツ） - 2曲
- 1817年 ゲーゼ（デンマーク） - 8曲（1）
- 1818年 グノー（フランス） - 2曲 + 小交響曲
- 1822年 フランク（ベルギー） - 1曲（交響曲ニ短調）
- 1822年 ラフ（ドイツ） - 11曲（1「祖国に寄す」、2、3「森の中で」、4、5「レノーレ」、6、7「アルプスにて」、8「春の響き」、9「夏に」、10「秋の時に」、11「冬」）+大交響曲イ短調
- 1823年 ラロ（フランス） - 1曲
- 1824年 ライネッケ（ドイツ） - 3曲
- 1824年 ブルックナー（オーストリア） - 番号付き9曲（1、2、3「ワーグナー」、4「ロマンチック」、5、6、7、8、9（未完））+2曲の習作（00、0）
- 1824年 スメタナ（チェコ） - 1曲（祝典交響曲）
- 1829年 ルビンシテイン（ロシア） - 6曲（2「大洋」、4「ドラマチック」、5「ロシア的」）
- 1830年 ゴルトマルク（ハンガリー） 交響曲第1番「田舎の婚礼」
- 1833年 ブラームス（ドイツ）- 4曲（1、2、3、4）
- 1833年 ボロディン（ロシア） - 2曲（1,2）+未完1曲（3）
- 1835年 ドレーゼケ（ドイツ） - 4曲（3）
- 1835年 サン＝サーンス（フランス） - 番号付き3曲（1、2、3「オルガン付き」）、番号なし2曲
- 1837年 バラキレフ（ロシア） - 2曲（1、2）
- 1838年 ビゼー（フランス） - 交響曲、交響曲「ローマ」
- 1838年 ブルッフ（ドイツ） - 3曲（1、2、3）
- 1840年 チャイコフスキー（ロシア） - 番号付き6曲（1「冬の日の幻想」、2「小ロシア」、3「ポーランド」、4、5、6「悲愴」）+1曲（マンフレッド交響曲）、未完1曲（7）
- 1840年 スヴェンセン（ノルウェー） - 2曲
- 1841年 ドヴォルザーク（チェコ） - 9曲（1「ズロニツェの鐘」、2、3、4、5、6、7、8、9「新世界より」）
- 1841年 ズガンバーティ（イタリア） - 2曲
- 1842年 サリヴァン (イギリス) - (アイルランド風の)交響曲
- 1843年 グリーグ（ノルウェー） - 1曲
- 1844年 マリー・ヴィドール(フランス) -3曲（3）
- 1844年 リムスキー＝コルサコフ（ロシア） - 3曲（1、2「アンタール」、3）
- 1847年 クルークハルト（英語版） （ドイツ） - 6曲（「森の生活」、1、2、3、4、5）
- 1848年 パリー（イギリス） - 5曲（1、2「ケンブリッジ」、3「イングリッシュ」、4、5）
- 1850年 フィビフ（チェコ） - 3曲
- 1851年 ダンディ（フランス） - 3曲+1曲（フランスの山人の歌による交響曲）
- 1852年 フーバー（スイス） - 8曲
- 1852年 スタンフォード（イギリス） - 7曲（1、2、3、4、5、6、7）
- 1855年 ショーソン（フランス） - 1曲+未完1曲
- 1856年 マルトゥッチ（イタリア） - 2曲
- 1856年 シンディング（ノルウェー） - 4曲
- 1856年 タネーエフ（ロシア） - 4曲（1、2、3、4）
- 1857年 エルガー（イギリス） - 2曲（1、2）+未完1曲（3）
- 1858年 ロット（オーストリア） - 1曲
- 1859年 フェルステル（チェコ） - 5曲
- 1859年 リャプノフ（ロシア） - 2曲
- 1859年 イッポリトフ＝イワノフ（ロシア） - 2曲 （1、2「カレリア」）
- 1860年 レズニチェク（オーストリア） - 5曲（1「悲劇的」、2「皮肉」、3「古風な様式で」、4、5「舞踏交響曲」）
- 1860年 マーラー（オーストリア） - 番号付き9曲（1「巨人」、2「復活」、3、4、5、6「悲劇的」、7「夜の歌」、8「千人」、9）+大地の歌+未完1曲（10）
- 1860年 パデレフスキ -  交響曲「ポーランド」
- 1862年 ドビュッシー（フランス） - 1曲（ピアノ連弾譜のみ）
- 1863年 ヴァインガルトナー（オーストリア） - 7曲
- 1864年 ハルヴォルセン（ノルウェー） - 3曲
- 1864年 R.シュトラウス（ドイツ） - 2曲(1、2)+家庭交響曲、アルプス交響曲
- 1864年 ロパルツ（フランス） - 5曲（3）
- 1864年 ルイ・グラス（デンマーク） - 6曲
- 1865年 シベリウス（フィンランド） - 7曲（1、2、3、4、5、6、7）+クッレルヴォ交響曲）+未完1曲（8）
- 1865年 ニールセン（デンマーク） - 6曲（1、2「4つの気質」、3「広がり」、4「不滅」、5、6「素朴な交響曲」）
- 1865年 グラズノフ（ロシア） - 8曲（1「スラヴ」、2、3、4、5、6、7「田園」、8）+未完1曲（9）
- 1865年 デュカス（フランス） - 1曲
- 1865年 マニャール（フランス） - 4曲（1、2、3、4）
- 1866年 カリンニコフ（ロシア） - 2曲（1、2）
- 1867年 ビーチ(アメリカ) - 交響曲 「ゲール風」
- 1869年 ルーセル（フランス） - 4曲（1、2、3、4）
- 1870年 フローラン・シュミット（フランス） - 2曲
- 1870年 トゥルヌミール - 8曲（6、7）
- 1871年 ツェムリンスキー（オーストリア） - 3曲（1、2、抒情交響曲）、シンフォニエッタ
- 1871年 ステーンハンマル（スウェーデン） - 2曲（2）
- 1872年 スクリャービン（ロシア） - 5曲（1、2、3、4「法悦の詩」、5「プロメテウス」）
- 1872年 アルヴェーン（スウェーデン） - 5曲（1、2、3、4「海辺の岩礁から」、5）
- 1872年 ヴォーン・ウィリアムズ（イギリス） - 9曲（海の交響曲(1)、ロンドン交響曲(2)、田園交響曲(3)、4、5、6、南極交響曲(7)、8、9）
- 1873年 ラフマニノフ（ロシア） - 5曲：3曲の番号付き交響曲（1、2、3）+ユース・シンフォニー、合唱交響曲「鐘」
- 1874年 アイヴズ（アメリカ） - 4曲（1、2、3、4）と交響曲「祭日」、宇宙交響曲（未完成）
- 1874年 フランツ・シュミット（オーストリア） - 4曲（4）
- 1874年 スク（チェコ） - 2曲（交響曲ホ長調、アスラエル交響曲）
- 1874年 シェーンベルク（オーストリア） - 室内交響曲（1, 2）
- 1875年 グリエール（ウクライナ） - 3曲（1、2、3「イリヤ・ムーロメツ」）
- 1875年 ヴェッツ（ドイツ）- 3曲（1、2、3）
- 1875年 ラヴェル（フランス）- 1曲（スケッチのみ）
- 1876年 ヴォルフ＝フェラーリ（イタリア） - 室内交響曲1曲
- 1876年 ブライアン（イギリス） - 32曲（1「ゴシック」、2、32「記念日に」）
- 1877年 ドホナーニ（ハンガリー） - 2曲（2）
- 1878年 シュレーカー（オーストリア） - 室内交響曲1曲
- 1879年 オストルチル（チェコ） - 1曲（交響曲イ長調）+ シンフォニエッタ
- 1879年 レスピーギ（イタリア） - 2曲（交響曲ト長調、劇的交響曲）
- 1879年 ハーティ (アイルランド) - アイルランド交響曲
- 1879年 オルソン（スウェーデン）- 1曲
- 1880年 ブロッホ（スイス-アメリカ） - 4曲（交響曲嬰ハ短調、イスラエル交響曲、シンフォニア・ブレーヴェ（短編交響曲）、交響曲変ホ調）
- 1880年 ピツェッティ(イタリア) - 1曲
- 1881年 ヴァイグル（オーストリア） - 6曲
- 1881年 ミャスコフスキー（ロシア） - 27曲（1、2、3、4、5、6、7、8、9、10、11、12、13、14、15、16、17、18、19、20、21、22、23、24、25、26、27）
- 1881年 エネスク（ルーマニア） - 3曲
- 1882年 ストラヴィンスキー（ロシア） - 4曲（1、詩篇交響曲、交響曲ハ調、3楽章の交響曲、※管楽器のシンフォニーは特殊な事例として除外）
- 1882年 シマノフスキ（ポーランド） - 4曲（1、2、3「夜の歌」、4）
- 1882年 コダーイ（ハンガリー） - 1曲
- 1882年 マリピエロ（イタリア） - 17曲
- 1882年 トゥリーナ (スペイン) - セビーリャ交響曲[3]
- 1883年 ヴェーベルン（オーストリア） - 1曲
- 1883年 カゼッラ（イタリア） - 3曲 （1、2、3「シンフォニア」）
- 1883年 バックス（イギリス） - 7曲（1、2、3、4、5、6、7）+ シンフォニエッタ
- 1884年 ラングストレム（スウェーデン） - 4曲
- 1885年 クレンペラー（ドイツ） - 6曲
- 1885年 ヴェレス（オーストリア） - 9曲
- 1886年 フルトヴェングラー（ドイツ） - 3曲（1、2、3）
- 1886年 山田耕筰（日本） - 「かちどきと平和」、「明治頌歌」、「昭和頌歌」、舞踏交響曲「マグダラのマリア」、長唄交響曲第1番「越後獅子」、長唄交響曲第2番「吾妻八景」、長唄交響曲第3番「鶴亀」
- 1886年 グリーディ (スペイン)- ピレネー交響曲
- 1887年 ヴィラ＝ロボス（ブラジル） - 12曲
- 1887年 トッホ（オーストリア） - 7曲 + 室内交響曲、ピアノとオーケストラのための交響曲
- 1887年 アッテルベリ（スウェーデン） - 9曲（1、2、3「西海岸の光景」、4、5、6、7、8、9）
- 1890年 マルティヌー（チェコ） - 6曲（1、2、3、4、5、6「交響的幻想曲」）
- 1890年 ブランコ（ポルトガル） - 4曲
- 1890年 イベール（フランス） - 1曲（「海の交響曲」）+ 未完1曲（「ボストニアーナ」）
- 1890年 マルタン（スイス） - 3曲（交響曲、小協奏交響曲、協奏交響曲）
- 1891年 プロコフィエフ（ロシア） - 7曲（古典交響曲(1)、2、3、4、5、6、7）+シンフォニエッタ
- 1891年 ブリス (イギリス)  - 色彩交響曲( ヴォーン・ウィリアムズ・監修)
- 1892年 オネゲル（スイス） - 5曲（1、2、3「典礼風」、4「バーゼルの喜び」、5「三つのレ」）
- 1892年 ルーセンベリ（スウェーデン） - 8曲
- 1892年 ライタ（ハンガリー） - 9曲
- 1892年 ミヨー（フランス） - 12曲の交響曲（1、2、3「テ・デウム」、4、5）+ 6曲の室内交響曲(1「春」、2、3、4、5、6)
- 1893年 テュベルク（オーストリア） - 3曲
- 1893年 ランゴー（デンマーク） - 16曲
- 1893年 アーサー・ベンジャミン(オーストラリア) - 1曲
- 1894年 ピストン (アメリカ)- 8曲 (2[4]
- 1894年 シュルホフ（チェコ） - 8曲
- 1894年 モーラン（イギリス） - 1曲（交響曲ト短調） +シンフォニエッタ
- 1895年 ヒンデミット（ドイツ） - 6曲（画家マティス、変ホ調、吹奏楽のための交響曲、「世界の調和」 [5]
- 1895年 リャトシンスキー（ウクライナ） - 5曲（3（英語版））
- 1896年 ハンソン（アメリカ） - 7曲（1「北欧風」, 2「ロマンティック」, 3,  4「レクイエム」）
- 1896年 セッションズ（アメリカ） - 9曲 [6]
- 1897年 セーヴェルー（ノルウェー） - 9曲（1、2、3、4、5「幻想曲ふうに」、6「哀しみの交響曲」、7「詩篇交響曲」、8「ミネソタ」、9）
- 1897年 コルンゴルト（オーストリア→アメリカ） -1曲+未完1曲
- 1898年 ハリス（アメリカ） - 15曲（3、民謡交響曲（4）、8、9）
- 1898年 ウルマン（チェコ） - 2曲
- 1898年 アイスラー（ドイツ） - 1曲（ドイツ交響曲）
- 1899年 アレクサンドル・チェレプニン（ロシア） - 4曲（1）
- 1899年 マタチッチ（ユーゴスラビア） - 1曲（対決の交響曲）
- 1899年 チャベス（メキシコ） - 6曲（1「アンティゴナ」、2「インディゴ」、3、4「ロマンティック」、5、6 [7]
- 1900年 コープランド（アメリカ） - 3曲（1、2、3）+ 舞踊交響曲
- 1900年 クルシェネク（オーストリア） - 5曲の番号付き交響曲+2曲、交響曲《パラス・アテネ》(最新名曲解説全集3 交響曲Ⅲ」（音楽之友社）参照)、シンフォニエッタ
- 1900年 ヴァイル（ドイツ） - 2曲（1、2）[8]

### 20世紀以降に生まれた作曲家
- 1901年 ラッブラ（イギリス） - 11曲
- 1901年 ヘリー＝ハッチンソン (南アフリカ)- キャロル交響曲、他に 小管弦楽のための交響曲
- 1902年 ウォルトン（イギリス） - 2曲（1、2）
- 1902年 シェバリーン（ロシア） - 5曲+劇的交響曲「レーニン」、シンフォニエッタ
- 1903年 ハチャトゥリアン（アルメニア） - 3曲（1、2、3(交響詩曲)）
- 1903年 諸井三郎（日本） - 6曲?（2、3）、こどものための小交響曲
- 1904年 橋本國彦（日本） - 2曲(1「ニ調」、2「祝典交響曲（ヘ調）」)
- 1904年 ポポフ（ロシア） - 6曲（1、3、6）
- 1905年 オルウィン（イングランド） - 5曲
- 1905年 ティペット（イギリス） - 4曲（1、2、3、4）
- 1905年 トゥビン（エストニア） - 10曲+未完1曲
- 1905年 ハルトマン（ドイツ） - 8曲[9]
- 1906年 フランケル（イギリス） - 8曲
- 1906年 金井喜久子（日本） - 1曲+未完1曲
- 1906年 ドラティ(ハンガリー) - 2曲（2）
- 1906年 ショスタコーヴィチ（ロシア） - 15曲（1、2「10月革命に捧ぐ」、3「メーデー」、4、5、6、7「レニングラード」、8、9、10、11「1905年」、12「1917年」、13「バビヤール」、14「死者の歌」、15）
- 1906年 大澤壽人 (日本) - 3曲（2, 3）
- 1906年 コジェヴニコフ（ロシア） - 5曲（1、2「勝利」、3「スラヴャンスカヤ」、4、5「バム鉄道建設労働者たちに捧ぐ」）
- 1907年 サイグン（トルコ） - 5曲
- 1908年 メシアン（フランス） - トゥランガリーラ交響曲
- 1909年 ホルンボー（デンマーク） - 13曲
- 1909年 貴志康一（日本）- 仏陀 (交響曲)
- 1910年 マルティノン（フランス） - 4曲（4「至高」）
- 1910年 バーバー（アメリカ） - 2曲（1、2）
- 1910年 ウィリアム・シューマン（アメリカ） - 8曲（3、弦楽のための交響曲）
- 1911年 ホヴァネス（アメリカ） - 67曲（1「追放」, 2「神秘の山」、3、4、6「天空の門」22「光の都市」、50「セント・ヘレンズ山」）
- 1911年 ハーマン（アメリカ） - 1曲
- 1911年 安部幸明(日本) - 2曲(1)
- 1911年 ペッタション（スウェーデン） - 17曲
- 1911年 ロータ（イタリア） - 1曲
- 1911年 尾高尚忠（日本）- 未完1曲
- 1911年 丁善徳（中国） - 1曲（交響曲「長征」）
- 1912年 市川都志春 （日本） - 日本旋法を基調とした交響曲
- 1912年 チェリビダッケ（ルーマニア） - 3曲
- 1912年 馬思聡（中国） - 2曲？
- 1912年 ギリス（アメリカ） - 10曲（交響曲51/2番）
- 1913年 ロイド（イギリス） - 12曲
- 1913年 ブリテン（イギリス） - シンフォニエッタ、シンプル・シンフォニー、シンフォニア・ダ・レクイエム、春の交響曲
- 1913年 ルトスワフスキ（ポーランド） - 4曲[10]
- 1914年 伊福部昭（日本） - シンフォニア・タプカーラ
- 1914年 パヌフニク（ポーランド） - 10曲（5「空間の交響曲」、6「神秘の交響曲」、8「平和の交響曲」、9「希望の交響曲」）
- 1915年 ダイアモンド（アメリカ） - 11曲
- 1915年 サール（イングランド） - 5曲
- 1915年 パーシケッティ（アメリカ） - 9曲（1、2、3、4、5、6、7「典礼風」、8、9「ヤニクルム」）
- 1916年 小倉朗(日本) - 1曲[11]
- 1916年 エングルンド（フィンランド） - 7曲
- 1916年 デュティユー（フランス） - 2曲（1、2「ル・ドゥーブル」）
- 1916年 柴田南雄（日本） - 2曲（シンフォニア、「ゆく川の流れは絶えずして」）
- 1917年 ハリソン（アメリカ） - 4曲
- 1917年 ミハイル・ゴルトシュタイン（ロシア→ドイツ） - ?
- 1917年 尹伊桑（韓国） - 5曲（1、4「暗黒の中で歌う」）
- 1918年 アイネム (オーストリア) - フィラデルフィア交響曲
- 1918年 バーンスタイン（アメリカ） - 3曲（1「エレミア」、2「不安の時代」、3「カディッシュ」）
- 1919年 リード（アメリカ） - 5曲（金管楽器と打楽器のための交響曲（1）、2、3、4、5「さくら」）
- 1919年 ヴァインベルク（ポーランド→ロシア） - 番号付き19曲（4、10）+交響曲「カディッシュ」、シンフォニエッタ2曲、室内交響曲4曲
- 1919年 ガジベコフ（アゼルバイジャン） - 2曲？
- 1919年 ウストヴォリスカヤ（ロシア） - 5曲
- 1921年 アーノルド（イギリス） - 11曲（1、2、3、4、5、6、7、8、9、弦楽のための交響曲、金管楽器のための交響曲）
- 1921年 シンプソン（イギリス） - 11曲
- 1921年 フサ（チェコ - アメリカ） - 現時点で2曲（2「リフレクションズ」）
- 1922年 別宮貞雄（日本） - 5曲（1、2、3、4、5「人間」）
- 1922年 フォス（ドイツ - アメリカ） - 4曲
- 1922年 松下眞一(日本) - 7曲[12]
- 1923年 メニン（アメリカ） - 9曲
- 1924年 團伊玖磨（日本） - 6曲（1、2、3、4、5、6「HIROSHIMA」）、ブルレスケ風交響曲+未完1曲
- 1924年 タクタキシヴィリ（ロシア） - 2曲 （2）
- 1924年 ノスイレフ（ロシア） - 4曲
- 1925年 エシュパイ（ロシア） - 9曲
- 1925年 芥川也寸志（日本）‐ 2曲（1）、エローラ交響曲
- 1925年 ボリス・チャイコフスキー（ロシア） - 4曲
- 1926年 ヘンツェ（ドイツ） - 10曲（1、2、3、4、5[13]、6、7、8、9、10）
- 1928年 バイルト (ポーランド) -3曲[14]
- 1928年 スヴェトラーノフ（ロシア） - 1曲
- 1928年 ラウタヴァーラ（フィンランド） - 8曲（1、2「シンフォニア・インティマ」、3、4「アラベスカータ」、5、6「ヴィンセンティアーナ」、7「光の天使」、8「旅」）
- 1929年 黛敏郎（日本） - 涅槃交響曲、曼荼羅交響曲
- 1929年 矢代秋雄（日本） - 1曲
- 1929年 松村禎三（日本） - 2曲（1、2）
- 1929年 テルテリャーン（アゼルバイジャン） - 8曲（未完9番）（3）
- 1931年 グバイドゥーリナ - 現時点で1曲(声…沈黙…)
- 1931年 林光（日本） - 4曲（こどもの交響曲、1、2、3）
- 1932年 ジョン・ウィリアムズ（アメリカ） - 1曲
- 1932年 スミス（アメリカ） - 1曲
- 1932年 冨田勲（日本）- 3曲（イーハトーヴ交響曲）
- 1932年 チャンス（アメリカ） - 2曲
- 1933年 一柳慧（日本）- 11曲
- 1933年  ゴトコフスキー (フランス) - 春の交響曲、弦楽と打楽器のための交響曲、25管楽器のための交響曲、耀かしい交響曲、黄金交響曲（15本のサクソフォーンのための）、若々しい交響曲
- 1933年 グレツキ（ポーランド） - 4曲（1「1959年」、2「コペルニクス党」、3「悲歌のシンフォニー」、4「タンスマンのエピソード」）
- 1933年 ペンデレツキ（ポーランド） - 8曲（1、2、3、7「エルサレムの七つの門」)
- 1934年 シュニトケ（ロシア） - 9曲（0、1、2「聖フロリアン」、3、4、5「コンツェルト・グロッソ第四番」、5、6、7、8） + 9(未完成。補筆完成版あり)
- 1934年 カラマーノフ（ロシア） - 24曲
- 1935年 ペルト（エストニア） - 4曲
- 1935年 ラッヘンマン（ドイツ） - 交響曲ホ短調（15歳時の習作）
- 1935年 カンチェリ（グルジア） - 現時点で7曲（1、2「歌々」、3、4「ミケランジェロの思い出に」、5「我が両親の思い出に」、6、7「エピローグ」）
- 1937年 グラス（アメリカ） - 現時点で12曲
- 1937年 コリリアーノ（アメリカ） - 現時点で3曲（1、2、3「キルクス・マクシムス」）
- 1937年 シルヴェストロフ (ウクライナ) - 現時点で7曲
- 1937年 チェクナヴォリアン（イラン）
- 1938年 ウォリネン（アメリカ） - 8曲
- 1939年 ティシチェンコ（ロシア） - 現時点で7曲
- 1939年 ジェイガー（アメリカ） - 現時点で3曲 （1、2「三法印」、3「神のかがやき」）
- 1940年 野田暉行(日本) - 現時点で2曲[15]、 他にコラール交響曲
- 1941年 ブルジョワ (イギリス) - 116曲（6「コッツウォルド」）
- 1943年 池辺晋一郎（日本） - 現時点で10曲
- 1943年 マスランカ（アメリカ） - 現時点で9曲（1、2、3、4、5、6「地球は生きている」、7、8、9）+小交響曲1曲（「我らに今日の糧を与え給え」）※「小交響曲 〜バニー・チャイルズの名による」はソロ・クラリネットのための作品のため除外
- 1944年 セーゲルスタム - 2008年9月現在で215曲
- 1947年 アダムズ（アメリカ） - 現時点で2曲（室内交響曲、交響曲「原爆博士」）
- 1949年 アホ（フィンランド） - 14曲
- 1949年 バーンズ（アメリカ） - 現時点で8曲（1、2、3、4「イエローストーン・ポートレート」、5「フェニックス」、6、交響的葬送曲（7）、8、9）
- 1950年 スメラ（エストニア） - 6曲
- 1950年 中村滋延（日本） - 現時点で5曲
- 1950年 久石譲（日本） - 現時点で2曲の交響曲と2曲の室内交響曲。未完1曲。他に「THE EAST LAND SYMPHONY」、「ASIAN SYMPHONY」
- 1951年 スパーク（イギリス） - 現時点で番号付き3曲（1「大地、水、太陽、風」、2「サヴァンナ・シンフォニー」、3「カラー・シンフォニー」）+ ピッツバーグ交響曲
- 1953年 デ・メイ（オランダ） - 現時点で5曲（1「指輪物語」、2「ビッグ・アップル」、3「プラネット・アース」、4「ジンフォニー・デア・リーダー」、5「リターン・トゥー・ミドルアース」）
- 1953年 吉松隆（日本） - 現時点で6曲（カムイチカプ交響曲（1）、2「地球（テラ）にて」、3、4、５、6「鳥と天使たち」）
- 1953年 西村朗（日本） - 現時点で3曲の交響曲と3曲の室内交響曲
- 1956年 ヴァン・デル・ロースト（ベルギー） - 現時点で1曲（シンフォニア・フンガリカ）＋シンフォニア、シンフォニエッタ1曲
- 1953年 ナッセン（イギリス） - 3曲
- 1957年 譚盾（中国） - 現時点で3曲（交響曲1997「天、地、人」、2000トゥデイ〜ワールド・シンフォニー・フォー・ザ・ミレニアム、インターネット交響曲）
- 1957年 天野正道 - 現時点で1曲（1「グラール」）
- 1958年 スミス - 現時点で3曲（交響曲第1番「神曲」、交響曲第2番「オデッセイ」、交響曲第3番「ドン・キホーテ」）
- 1959年 トゥール（エストニア） - 現時点で8曲（交響曲第4番「マグマ」）
- 1960年 インス（トルコ） - 5曲?（交響曲第2番「コンスタンティノープルの陥落」、交響曲第3番「ウィーンの包囲」、交響曲第4番「サルディス」）
- 1960年 伊藤康英（日本） - 現時点で3曲（交響曲、ジュビリーシンフォニー（祝祭交響曲）、シンガポールシンフォニー）
- 1960年 千住明（日本） - 現時点で1曲
- 1961年 大島ミチル（日本） - 現時点で2曲
- 1964年 長生淳（日本） - 現時点で5曲（すべて吹奏楽）
- 1966年 フェラン（スペイン） - 現時点で4曲 (1「砂漠の嵐」、2「キリストの受難」、3「偉大なる精神」、4「巨人」) + 小交響曲1曲 (「山の呼び声」)
- 1970年 新垣隆（日本） - （「HIROSHIMA」、「HARIKOMI」、「連祷」）
- 1973年 アッペルモント - 現時点で2曲（1）
- 1977年 菅野祐悟（日本） - 現時点で2曲
- 1978年 アガタ・ズベル（ポーランド） - 現時点で2曲
- 1991年 ジェイ・グリーンバーグ（アメリカ） - 現時点で6曲

## さまざまな交響曲
ここでは、交響曲という名を冠するさまざまなジャンルについて触れる。
合唱交響曲
エクトール・ベルリオーズの『ロミオとジュリエット』、ベートーヴェンの交響曲第9番の流れを汲む、管弦楽、合唱、時には独唱を伴う大規模な交響曲。
シンフォニエッタ
イタリア語で「小さな交響曲」を指す。下の室内交響曲とは違い、通常の管弦楽編成で演奏されるものが多い。「小交響曲」とも訳されるが、グノーの小交響曲のように、原題がPetite Symphonieとなっているものもある。
室内交響曲
室内楽、室内管弦楽のための交響曲。シェーンベルクの2曲が知られている。ショスタコーヴィチの「室内交響曲」は他者による弦楽四重奏曲の編曲である。
協奏交響曲
18世紀に多く書かれたジャンル。カンビーニ、シュターミッツらに数多くの作品がある。ハイドンやモーツァルトのものがよく知られている。
オルガン交響曲
シャルル＝マリー・ヴィドールらフランスの作曲家によるオルガン独奏曲にSymphonie pour orgue（オルガンのための交響曲）と名付けられたものがある。これらは通常の交響曲とは別のものであり、「オルガン交響曲」または「サンフォニー」と呼んで区別する。なお、ヴィドールのサンフォニー第5番第5楽章「トッカータ」は特に有名で、演奏機会も多い。後世のイギリスの作曲家ソラブジには3つのオルガン交響曲があるが、演奏時間が桁違いに長く、2時間から6時間40分もかかる。
ピアノ交響曲
ソラブジは長大な演奏時間を要する数曲の「ピアノ交響曲」を作ったが、同じく数時間かかるピアノ・ソナタや6管編成などのオーケストラ伴奏付きのピアノ協奏曲などの延長上の作品、またはそれらを遥かに超えた作品としてみることが出来る。
また、ピアノ独奏曲として、アルカンの「短調による12の練習曲 op.39」の第4曲から第7曲までが「交響曲」と題され、管弦楽を用いた交響曲的な響きの再現が追求されている。

## 類似の形式を持つ楽曲
- 独奏協奏曲
- 独奏ソナタ
  - ピアノソナタ
  - ヴァイオリンソナタ
  - チェロソナタ
- 弦楽四重奏曲
- ピアノ三重奏曲